# إدارة المعلومات الصحية
إدارة المعلومات الصحية (HIM): هي إدارة المعلومات المطبقة على الصحة والرعاية الصحية. وهي ممارسة تحليل وحماية المعلومات الطبية الرقمية والتقليدية الحيوية لتوفير رعاية جيدة للمرضى. مع حوسبة السجلات الصحية على نطاق واسع، تستبدل السجلات التقليدية (الورقية) بالسجلات الصحية الإلكترونية (EHRs). تتحسن أدوات المعلوماتية الصحية وتكنولوجيا المعلومات الصحية باستمرار لتحقيق قدر أكبر من الكفاءة لإدارة المعلومات في قطاع الرعاية الصحية.
يخطط متخصصو إدارة المعلومات الصحية لأنظمة المعلومات ويطورون السياسة الصحية ويحددون احتياجات المعلومات الحالية والمستقبلية.  بالإضافة إلى ذلك، يمكنهم تطبيق علم المعلوماتية على جمع المعلومات وتخزينها وتحليلها واستخدامها ونقلها لتلبية المتطلبات القانونية والمهنية والأخلاقية والإدارية لحفظ السجلات الخاصة بتقديم الرعاية الصحية. إنهم يعملون مع بيانات الرعاية الصحية السريرية والوبائية والديموغرافية والمالية والمرجعية والمشفرة. وصف مديرو المعلومات الصحية بأنهم «يلعبون دورًا حاسمًا في تقديم الرعاية الصحية في الولايات المتحدة من خلال تركيزهم على جمع وصيانة واستخدام البيانات عالية الجودة لدعم نظام الرعاية الصحية كثيف المعلومات والمعتمد على المعلومات».

## تاريخ وتطوير معايير HIM في الولايات المتحدة

### بدأت معايير HIM مع إنشاء AHIMA
يعود تاريخ معايير إدارة المعلومات الصحية إلى تقديم جمعية إدارة المعلومات الصحية الأمريكية، التي تأسست عام 1928 "عندما أنشأت الكلية الأمريكية للجراحين رابطة أمناء المكتبات القياسية في أمريكا الشمالية (ARLNA) من أجل "الارتقاء بمعايير السجلات السريرية في  المستشفيات والمؤسسات الطبية الأخرى".
في عام 1938، عُرفت AHIMA بأسم الجمعية الأمريكية لأمناء مكتبات السجلات الطبية (AAMRL) وكان أعضاؤها معروفين بخبراء السجلات الطبية أو أمناء المكتبات الذين درسوا علم السجلات الطبية. كان الهدف هو رفع معايير حفظ السجلات في المستشفيات ومرافق الرعاية الصحية الأخرى. كان الأفراد الذين شاركوا في هذه المهنة من المروجين للإدارة الناجحة للسجلات السريرية لضمان الدقة.  بمرور الوقت، تغير اسم المنظمة ليعكس المجال المتطور لممارسات إدارة المعلومات الصحية، وأصبح في النهاية جمعية إدارة المعلومات الصحية الأمريكية.  يُقصد بالاسم الحالي للجمعية تغطية مجموعة واسعة من المجالات التي يعمل فيها المهنيون الصحيون اليوم.
يؤثر أعضاء AHIMA على جودة معلومات المريض ورعاية المرضى في كل نقطة اتصال في دورة تقديم الرعاية الصحية. غالبًا ما يخدمون في أدوار الجسر، ويربطون الوظائف السريرية والتشغيلية والإدارية.

### أدى إنشاء HIMSS في عام 1961 إلى زيادة المعرفة الصناعية
جرى تنظيم جمعية نظم معلومات وإدارة الرعاية الصحية (HIMSS) في عام 1961 باسم جمعية أنظمة إدارة المستشفيات (HMSS)، وهي جمعية تطوعية مستقلة وغير مدمجة وغير ربحية للأفراد. وقد سبق ذلك زيادة في حجم النشاط الهندسي الإداري في مجال الرعاية الصحية خلال الخمسينيات من القرن الماضي، عندما بدأت تعاليم فريدريك وينسلو تايلور وفرانك بنكر جيلبريث، الأب في جذب أنظار قادة الصحة.
نما نظام HIMSS ليشمل الفصول، وفئات العضوية، والمنشورات، والمؤتمرات، ويستمر في النمو في أجزاء مختلفة من العالم عبر فروع أوروبا وآسيا والمحيط الهادئ والشرق الأوسط.

### تطوير برنامج تعليمي معتمد من HIM
تحدد لجنة اعتماد المعلوماتية الصحية وتعليم إدارة المعلومات (CAHIIM) المعايير التي يجب أن تلبيها إدارة المعلومات الصحية وبرامج التكنولوجيا في التعليم العالي للتأهل للاعتماد. الطلاب الذين يتخرجون من أحد المنتسبين المعتمدين أو البكالوريوس أو برنامج الشهادة مؤهلون لتقديم الامتحانات الخاصة بهم للحصول على الشهادة كفني معلومات صحية مسجل (RHIT) – عن طريق التخرج من زميل معتمد أو برنامج شهادة أو مسؤول معلومات صحية مسجل (RHIA)، والذي يتطلب التعليم من خلال برنامج بكالوريوس أو شهادة معتمد.  يجري الحفاظ على متطلبات الكفاءة من قبل CAHIIM في كفاءات مستوى الدخول لدرجة الزمالة وتعريفات الكفاءات على مستوى دخول درجة البكالوريا.

## التنمية الحديثة
ذكرت منظمة الصحة العالمية (WHO) أن الجمع السليم وإدارة واستخدام المعلومات داخل أنظمة الرعاية الصحية «سيحدد فعالية النظام في اكتشاف المشاكل الصحية، وتحديد الأولويات، وتحديد الحلول المبتكرة، وتخصيص الموارد لتحسين النتائج الصحية».

### السجلات الصحية الإلكترونية
السجلات الصحية الإلكترونية عبر عن السجل الصحي الإلكتروني باستمرار باعتباره تطورًا في حفظ السجلات الصحية. نظرًا لكونها إلكترونية، دُعمت هذه الوسيلة لحفظ السجلات ومناقشتها في مجتمع المهنيين الصحيين وفي المجال العام.
في الولايات المتحدة، وصف 89٪ ممن أجابوا على استطلاع حديث أجرته صحيفة وول ستريت جورنال أنفسهم بأنهم «واثقون جدًا/ إلى حد ما» في مقدم الرعاية الصحية الخاص بهم الذين استخدموا السجلات الصحية الإلكترونية مقارنة بـ 71٪ من المستجيبين الذين استجابوا بشكل إيجابي بشأنه مقدمي الخدمة الذين لم يستخدموا أو لا يستخدمون السجلات الصحية الإلكترونية. اعتبارًا من عام 2008، ذكر أكثر من خمسين بالمئة من كبار مسؤولي المعلومات الذين شملهم الاستطلاع أنهم يريدون سجلات صحية إلكترونية متنقلة من أجل توفير سجل المعلومات الصحية للتنقل عبر كل مرحلة من مراحل الرعاية الصحية.
يتحمل مديرو المعلومات الصحية مسؤولية حماية خصوصية المريض وهم مسؤولون عن تدريب موظفيهم على المعالجة والاستخدام المناسبين للمعلومات السرية الموكلة إليهم.  مع تزايد أهمية التكنولوجيا في الرعاية الصحية، يجب أن يظل مديرو المعلومات الصحية مؤهلين لاستخدام قواعد بيانات المعلومات التي تولد تقارير مهمة للمسؤولين والأطباء.

### برامج تعليمية
تختلف المتطلبات وعمليات الاعتماد لتعليم إدارة المعلومات الصحية والنشاط المهني عبر الولايات القضائية.
في الولايات المتحدة، يتطلب CAHIIM الاعتماد المستمر للبرامج المعتمدة في إدارة المعلومات الصحية. المعيار الحالي هو أنه يمكن الحفاظ على الاعتماد من خلال زيارات دورية للموقع، وتقديم تقرير سنوي، وإبلاغ CAHIIM بالتغييرات السلبية داخل البرنامج ودفع الرسوم الإدارية لـ CAHIIM، قد يختار طلاب HIM المشاركة في برنامج جسر بدوام كامل يسمى برنامج بكالوريوس العلوم/ الماجستير المشترك.  مع هذا البرنامج، يمكن للطلاب تحقيق كل من بكالوريوس العلوم في إدارة المعلومات الصحية وماجستير في برنامج إدارة الخدمات الصحية (BSHIM / MHSA).  يسمح برنامج الجسر بدوام كامل للطلاب بالحصول على كلتا الدرجتين في خمس سنوات. يجري إعداد الطلاب الذين يتابعون BSHIM / MHSA لتولي المناصب الإدارية والتنفيذية في المنظمات ذات الصلة بالصحة مثل: المستشفيات ومؤسسات الرعاية المدارة ومطوري نظام المعلومات الصحية والبائعين وشركات الأدوية، وجلب معرفتهم في HIM إلى هذه المناصب.
في كندا، يكون خريجو برامج الكلية الكندية لإدارة المعلومات الصحية (CCHIM) مؤهلين لتقديم امتحان الشهادة الوطنية لمتابعة المهنة في HIM.